# Theodoor Gerard van Lidth de Jeude

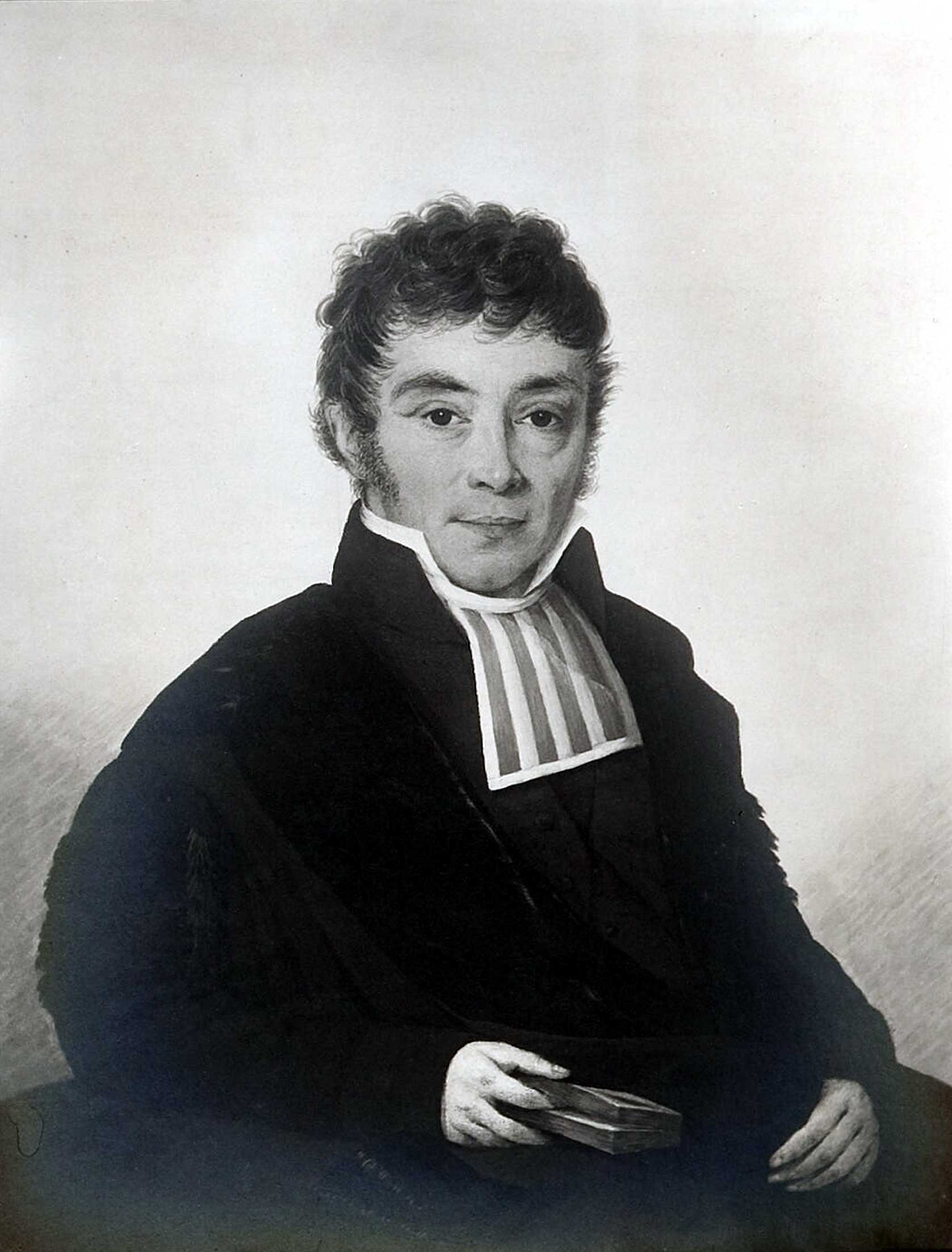
Theodoor Gerard van Lidth de Jeude

Theodoor Gerard van Lidth de Jeude auch: Theodorus Gerrit van Lidth de Jeude (* 8. Juli 1788 in Tiel; † 23. Dezember 1863 in Utrecht) war ein niederländischer Zoologe.

## Leben
Theodoor Gerard wurde als Sohn des damaligen Bürgermeisters Cornelis Philip van Lidth de Jeude (* 11. April 1744 in Tiel; † 27. Februar 1830 ebenda) und dessen Frau Anna Margaretha van Ee (* 12. Februar 1750 in Utrecht; † 28. Mai 1832 in Tiel) geboren. Nach dem Durchlauf vorbildender Einrichtungen, immatrikulierte er sich am 22. September 1806 als Student der Philosophie und Medizin an der Universität Utrecht. Am 26. Februar 1811 setzte er seine Studien an der Universität Leiden fort. Nachdem er 1814 als Arzt an einem Utrechter Krankenhaus gewirkt hatte, wurde Lidth de Jeude am 16. Oktober 1815 zum Professor für Anatomie und Physiologie am Athaneum in Harderwijk ernannt. Daraufhin erhielt er am 23. November 1815 an der Utrechter Hochschule die Ehrendoktorwürde der Naturwissenschaften. Am 13. Juni 1818 erhielt er einen Ruf als außerordentlicher Professor für Tierkunde an die Universität Utrecht, welche Aufgabe er am 21. Januar 1819 mit einer Abhandlung über den niederländischen Naturforscher Jan Swammerdam mit dem Titel De Joanne Swammerdamio egregii historiae naturalis cultoris exemplo begann.
Am 30. Juli 1820 berief man ihn zum außerordentlichen Professor Tierheilkunde und zum Direktor der Reichsveterinärschule in Utrecht, welche Aufgabe er am 10. Dezember 1821 übernahm. Am 8. Juli 1826 wurde er von seinen Direktionsaufgaben entbunden, blieb aber bis zum 1. Januar 1851 der Einrichtung als Lehrer erhalten. Zudem erhielt Lidth de Jeude am 30. Juni 1828 eine Berufung der Utrechter Universität zum Professor für Zoologie, welche Aufgabe er am  23. Juni 1829 antrat und am 28. Juni desselben Jahres seine Einführungsrede De historiae naturalis imprimus zoologiae studio tamquam actilissomo et suarissimo omnibus bonarum articum culturibus praeses tem academiae civibus maximopere commandando hielt. In seiner Eigenschaft als Utrechter Hochschullehrer beteiligte er sich auch an den organisatorischen Aufgaben der Hochschule und war 1833/34 Rektor der Alma Mater. Im Oktober 1858 wurde er aus seiner Professur emeritiert und verstarb fünf Jahre später an seiner letzten Wirkungsstätte.
Lidth de Jeude war zwei Mal verheiratet. Seine erste Ehe schloss er am 15. Juli 1813 in Tiel mit Sara Jacoba Johanna Römer (* 19. Oktober 1793 in Utrecht; † 16. Sept. 1835 in Zoelen). Seine zweite Ehe ging er am 23. November 1836 in Utrecht mit Johanna Elisabeth Ledeboer (* 11. Juni 1802 in Haastrecht; † 12. November 1865 in Utrecht), die Tochter des Cornelis Ledeboer und der Aegidia Okhuijsen ein. Aus beiden Ehen sind keine Kinder bekannt.

## Dedikationsnamen
Nach Lidth de Jeude wurde von Charles L. J. L. Bonaparte 1850 die Rabenvogelart Garrulus lidthi benannt.

## Werke
- Oratio de Ioanne Swammerdamio, egregii historiae naturalis cultoris exemplo: publice habita A.D. XXI. m. Ianuarii, a. MDCCCXIX. cum extraordinariam historiae naturalis professionem auspicaretur. Utrecht 1820
- Over de natuurkunde des levenden bewerktuigden dierlijken ligchaams. 1829
- Recueil de figures de vers intestinaux, ouvrage présentant une distribution méthodique de ces animaux, les caractères généraux et particuliers de leurs familles et de leurs genres... Leiden 1829
- Oratio de iis, quae tristia et laeta academiae per annum praeteritum Acciderunt. Utrecht 1834 (Online)
- Verklaring der ontleedkundige afbeeldingen, ten gebruike der veeartsen en kweekelingen van 's Rijks Veeartsenijschool. Utrecht 1836
- Planches anatomiques à l'usage des médecins vétérinaires et des élèves des écoles vétérinaires du Royaume des Pays-Bas : Ostéologie de la Tête du cheval. Utrecht 1838
- Dieren-Rijk. 1860

## Weblink
- Lidth de Jeude im Catalogus Professorum Academiae Rheno-Traiectinae